# Станіслав Ворцель
Стані́слав Ґабріель Во́рцель (пол. Stanisław Gabriel Worcell; 26 березня 1799, Степань  —  3 лютого 1857, Лондон) — польський революційний демократ, соціаліст-утопіст.

## Життєпис
1819 року закінчив Волинський (Кременецький) ліцей.
Учасник Польського повстання 1830—1831. Після його придушення емігрував до Великобританії.
Ідеолог лівого крила еміграції. У 1835 був одним з організаторів першого польського революційно-демократичного товариства «Люд польський». Разом із Йоахимом Лелевелем брав участь у створенні організації «З'єдноченє» («Об'єднання»), що влилася після Краківського повстання 1846 до складу Польського демократичного товариства; у 1847 був вибраний його керівний орган «Централя».
Дружив з О. І. Герценом, якому надав допомогу у створенні першої вільної російської друкарні, та з Дж. Мадзіні.
Єжи Єнджеєвич присвятив Станіславу Ворцелю роман «Звитяга переможених» (1974). У творі, між іншим, ідеться і про Кременець, де навчався головний герой.

## Виноски
1. 1 2  Deutsche Nationalbibliothek Record #1033713716 // Gemeinsame Normdatei — 2012—2016.
2. 1 2  Bibliothèque nationale de France BNF: платформа відкритих даних — 2011.
3. 1 2 3 4  Чеська національна авторитетна база даних
4. ↑  Ткачов С., Ханас В. Ворцель Станіслав-Габріель… — С. 309.
5. ↑  allegro.pl Jerzy Jędrzejewicz: «Zwycięstwo Pokonanych». Opowieść o Stanisławie Worcellu, zawiera fotografie czarno-białe. — Warszawa: Instytut Wydawniczy PAX, 1974. (пол.)